# Ein Guru kommt
Ein Guru kommt ist ein westdeutscher Fernsehfilm von Rainer Erler im Genre des Satirefilms bzw. der Filmkomödie von 1980. Ein arbeitsloser Opernsänger entdeckt das finanzielle Potential einer Jugendsekte und gründet einen eigenen Kult, die Gemeinschaft der Lotosblüte. Die Erstausstrahlung erfolgte am 8. Dezember 1980 im ZDF.

## Handlung
Joachim Müller-Strehlitz und sein Bruder Sebastian arbeiten freiberuflich als klassische Musiker; Joachim als Opernsänger vorzugsweise in der Rolle des Sarastro aus Mozarts Zauberflöte, sein Bruder als Cellist. Da es das ganze Jahr regnet, im Winter in Form von Schnee, fallen die Freiluftauftritte der Brüder im wahrsten Sinne des Wortes ins Wasser. Arbeitslos geworden, übernehmen beide, da sie keinen Anspruch auf Arbeitslosenhilfe haben, jede Form von Hilfsarbeiten, obwohl sie nun gerne bereit wären, eine feste Anstellung in einem Provinztheater in Osnabrück oder Paderborn anzunehmen, was sie vorher immer abgelehnt haben. Doch alle Stellen sind besetzt.
Durch Zufall treffen sie mit Angehörigen einer Jugendsekte zusammen, die einen indischen Guru verehren. Als die Jugendlichen aggressiv betteln und den beiden Künstlern eine Flugschrift „schenken“, nur um nach der Annahme des „Geschenks“ dafür abkassieren zu wollen, kommt es zu einer Schlägerei. Die Polizei nimmt alle Beteiligten fest. Auf der Polizeiwache entwickelt Joachim urplötzlich Sympathien für die jungen Leute und verzichtet auf eine Strafanzeige. Er habe den Sarastro „studiert“ und dieser ist nunmal ein Menschenfreund, der die Rache nicht kennt. Zum Beweis singt Joachim eine Arie Sarastros aus der Zauberflöte. Die Jünger und Polizisten sind beeindruckt. Die Jünger sind von der Idee des Weisen Sarastro und seiner Menschenfreundlichkeit begeistert und versöhnen sich mit den beiden Brüdern.
Aus Dankbarkeit für den Anzeigenverzicht nehmen die Jünger beide Musiker mit in ihren Ashram,  wo weibliche Sektenmitglieder sie vegetarisch versorgen. Doch die Frauen sind vom Erscheinen des neuen Propheten empört und sehen seine Ankunft als Verrat am wahren Guru an. Es kommt zum Streit. Die männlichen Sektenmitglieder schließen sich den Brüdern an und verlassen den Ashram. Joachim hat inzwischen entdeckt, dass die Sektenmitglieder durch Bettelei beträchtliche Einnahmen erzielen, die zu einer Zentrale nach Frankfurt am Main gehen und von dort aus nach New York. Joachim, der davon träumt, einmal in der Metropolitan Opera als Sarastro aufzutreten, erkennt die Chance seines Lebens. Er erfindet die Figur des Guru Sarastro und bietet den Sektenmitgliedern eine neue Lehre an, die nicht nur aus Askese besteht. Außerdem verspricht er ihnen die Ankunft des Gurus aus Indien, wenn dafür gewisse Voraussetzungen geschaffen werden, also genug Geld gesammelt wurde.
Joachim quartiert sich und die  neuen Jünger der nunmehrigen Gemeinschaft der Lotusblüte in einem alten Schloss ein, das von dem afroamerikanischen Kunstmaler Samuel und seiner Freundin Cindy gemietet ist. Joachim und die Jünger werden Samuels Untermieter. Auf Bitten Joachims entwirft Samuel ein Bild des fiktiven Gurus Sarastro und baut einen eindrucksvollen Pappmaché-Ashram. Joachims Konzept geht auf, die Spendengelder strömen herein. Joachim hat auch ein Mantra für die Sekte erfunden: „Wir atmen tief, ohne Angst“.
Doch bald kommt zum Konflikt mit Samuel, der sich von der Anwesenheit der Sektenmitglieder belästigt und von Joachim unter Druck gesetzt fühlt. Als Samuel andeutet, er könne den Jüngern einmal erklären, wer Sarastro wirklich sei, nämlich seine Kreation, erkennt Joachim, dass Samuel ein Sicherheitsrisiko ist und verschwinden muss. Er überzeugt „Bruder“ Jakdesh davon, dass Samuel ein gefährlicher Ketzer ist. Samuel wird von mehreren Jüngern unter Jakdeshs Führung während einer vorgetäuschten Prozession von einem Turm gestürzt. Samuels Freundin Cindy wendet sich sofort Joachim zu. Alles scheint gut zu laufen, bis die Polizei erscheint und alle Sektenmitglieder festnimmt.
Im Gefängnis bekommt Joachim Besuch von dem Rechtsanwalt Wachsmuth. Joachim glaubt, es ginge um den Mord an Samuel, doch Wachsmuth teilt ihm mit, dass der Fall längst erledigt ist: niemand außer der Presse interessiere sich für den Selbstmord eines Schwarzen. Ein echtes Problem sei hingegen die Steuerhinterziehung bei den Spendeneinnahmen. Wachsmuth hilft zwar Joachim aus der Klemme, erzwingt aber eine kräftige Selbstbeteiligung an den Spendeneinnahmen.
Da die Spendengelder weiter reichlich sprudeln, sieht sich Joachim am Ziel. Die Sekte expandiert in die USA, wo sie als religiöse Gemeinschaft keine Steuern zahlen muss. Joachim und sein Anhang reisen nach New York und marschieren am Times Square auf, wo das Konterfei Sarastros auf einer Leuchtschrifttafel erscheint. Joachim kann die Met zwar nicht kaufen oder auch nur mieten, aber es gelingt ihm, als Besucher einen „spontanen“ Auftritt als Mozarts Sarastro zu inszenieren, was die internationale Besucherschar begeistert.
Doch Wachsmuth bringt schlechte Nachrichten. Die Sektenmitglieder wollen nun endlich den echten Sarastro sehen und machen einen Gewaltmarsch von New York nach San Francisco, um dessen Anreise zu erzwingen. Joachim ist verzweifelt. Er schickt Sebastian nach Indien, um einen Guru zu finden, der  Samuels Sarastrobild ähnelt. Sebastian gerät in Indien plötzlich in Selbstzweifel und sucht nach Selbsterkenntnis. Auf seiner Suche für den Sarastrojob findet er 42 „heilige Männer“, doch diese haben alle schlechte Erfahrungen mit den verstörten Neurotikern aus Europa und den USA gemacht, die Indien für eine Art offene Anstalt halten. Sie lehnen daher sein Angebot, den Sarastro zu geben, ab.
Sebastian hat schon aufgegeben, als er an einem Teppichgeschäft vorbeifährt, dessen Inhaber nicht nur dem Bild-Guru total ähnelt, sondern der ihn auch freundlich hineinbittet. Die Gemeinschaft der Lotosblüte ist gerettet. Als Sarastro auf dem Flughafen München eintrifft, steigt jedoch zuerst dessen Rechtsanwalt aus der Maschine aus und verhandelt mit Wachsmuth. Der verblüffte Joachim muss erkennen, dass der indische Teppichhändler ein noch gerissenerer Geschäftsmann als er selbst ist: der Opernsänger muss die Gemeinschaft der Lotusblüte ohne Wenn und Aber für 500.000.- DM verkaufen. Sarastro wird von den Jüngern begeistert empfangen: Er fordert Frieden für alle, absoluten Gehorsam, Unterwerfung, Demut und Keuschheit, Entbehrungen und Enthaltsamkeit und Kampf gegen die Feinde bis zum Tod. Joachim ist verblüfft, doch Wachsmuth erklärt ihm, dass es immer das Gleiche sei, was die Massen glücklich mache. Als Joachim wissen will, was er als Prophet falsch gemacht habe, hat Wachsmuth eine einfache Antwort parat: Er sei als Sarastro nicht überzeugend genug gewesen.
Sarastro steigt in Joachims Mercedes-Benz 600 ein, wo ihn bereits Cindy erwartet. Die Jünger laufen dem davonfahrenden Guru jubelnd hinterher.

## Produktionsnotizen
Der Film wurde u. a. im Raum München, in New York, San Francisco und Indien gedreht, zum Teil mit hunderten von Komparsen. 1985 wurde der Film von der FSK ab 12 Jahren freigegeben, vermutlich weil die Produktion nun auf VHS ediert wurde. Gerüchteweise spielte Bruce Willis als Komparse in dem Film mit, doch gibt es dafür keinen Nachweis.

## Überlieferung
2014 erschien von komplett media eine DVD-Edition.